# Эхард, Ханс
Иоганн Георг Э́хард (нем. Johann Georg Ehard; 10 ноября 1887, Бамберг — 18 октября 1980, Мюнхен) — немецкий юрист и политик, член ХСС. В 1946—1954 и в 1960—1962 годах занимал пост премьер-министра Баварии.

## Биография
Получив аттестат зрелости, Эхард в 1907—1912 годах изучал юриспруденцию в Мюнхенском и Вюрцбургском университетах. В 1912 году получил степень доктора. Участник Первой мировой войны. В сентябре 1919 года вступил в Баварскую народную партию, в ноябре 1919 года поступил на службу в баварское министерство юстиции. 1 ноября 1923 года занял должность второго прокурора при земельном суде в Мюнхене. В процессе 1924 года по обвинению Адольфа Гитлера в государственной измене за участие в Пивном путче Эхард руководил расследованием и являлся представителем обвинения.
В 1933 году после назначения министром юстиции Баварии Ганса Франка Эхард добровольно вышел в отставку и 1 сентября 1933 года был назначен председателем палаты по гражданским делам Верховного суда Баварии, с 1937 года возглавлял также мюнхенский суд по делам наследования, а с 1941 года — Германский врачебный суд в Мюнхене.
После Второй мировой войны Эхард в 1945 году вступил в ХСС и некоторое время занимал пост министра юстиции в кабинете Шеффера, затем получил назначение штатс-секретарём в министерстве юстиции в первый срок премьерства Вильгельма Хёгнера и вошёл в состав Конституционного суда Баварии. 21 декабря 1946 года Эхард был назначен премьер-министром Баварии и членом Совета земель американской зоны оккупации Германии. Сначала Эхард возглавлял коалиционное правительство ХСС, СДПГ и Объединения экономического восстановления. С 21 сентября 1947 года после ухода из правительства социал-демократов Эхард сформировал миноритарное правительство. На выборах в ландтаг 1950 года социал-демократы получили больше голосов, чем ХСС, и Эхард сформировал большую правительственную коалицию с СДПГ, сохранив за собой кресло премьер-министра до 14 декабря 1954 года. В 1949—1955 годах Эхард занимал должность председателя партии.
После отставки Ханнса Зайделя Эхард вновь занял пост премьер-министра Баварии с 26 января 1960 по 11 декабря 1962 года, а в правительстве Альфонса Гоппеля занимал пост министра юстиции до 5 декабря 1966 года.
В 1955—1959 годах Ханс Эхард являлся председателем Красного Креста Баварии. С 1957 года являлся почётным гражданином Мюнхена и Бамберга. Похоронен на мюнхенском Лесном кладбище.